# Kėdainiai (stacja kolejowa)
Kėdainiai – stacja kolejowa w Kiejdanach, w rejonie kiejdańskim, w okręgu kowieńskim, położona na linii Koszedary-Radziwiliszki.
Dworzec kolejowy został zbudowany w XIX wieku. Obok dworca znajduje się wieża w kształcie minaretu.

## Historia
Stacja Kiejdany została otwarta w XIX w. na drodze żelaznej libawsko-romeńskiej, pomiędzy stacjami Datnów i Żejmy.